# Guarani-Kaiowá
Guarani-Kaiowá est un groupe indigène du Brésil.
Il y a plus de 60 000 Guarani-Kaiowá. Une minorité d'entre eux vit au Paraguay et en Argentine. Ils font partie des Guaranis et parlent la langue guaranie. Une étude de 2014 avance que la tribu brésilienne des Guarani-Kaiowá détient le taux de suicide le plus élevé au monde, du fait qu'ils ont été expulsés de leurs terres transformées en fermes d’élevage et en plantations de canne à sucre.

## Aperçu historique

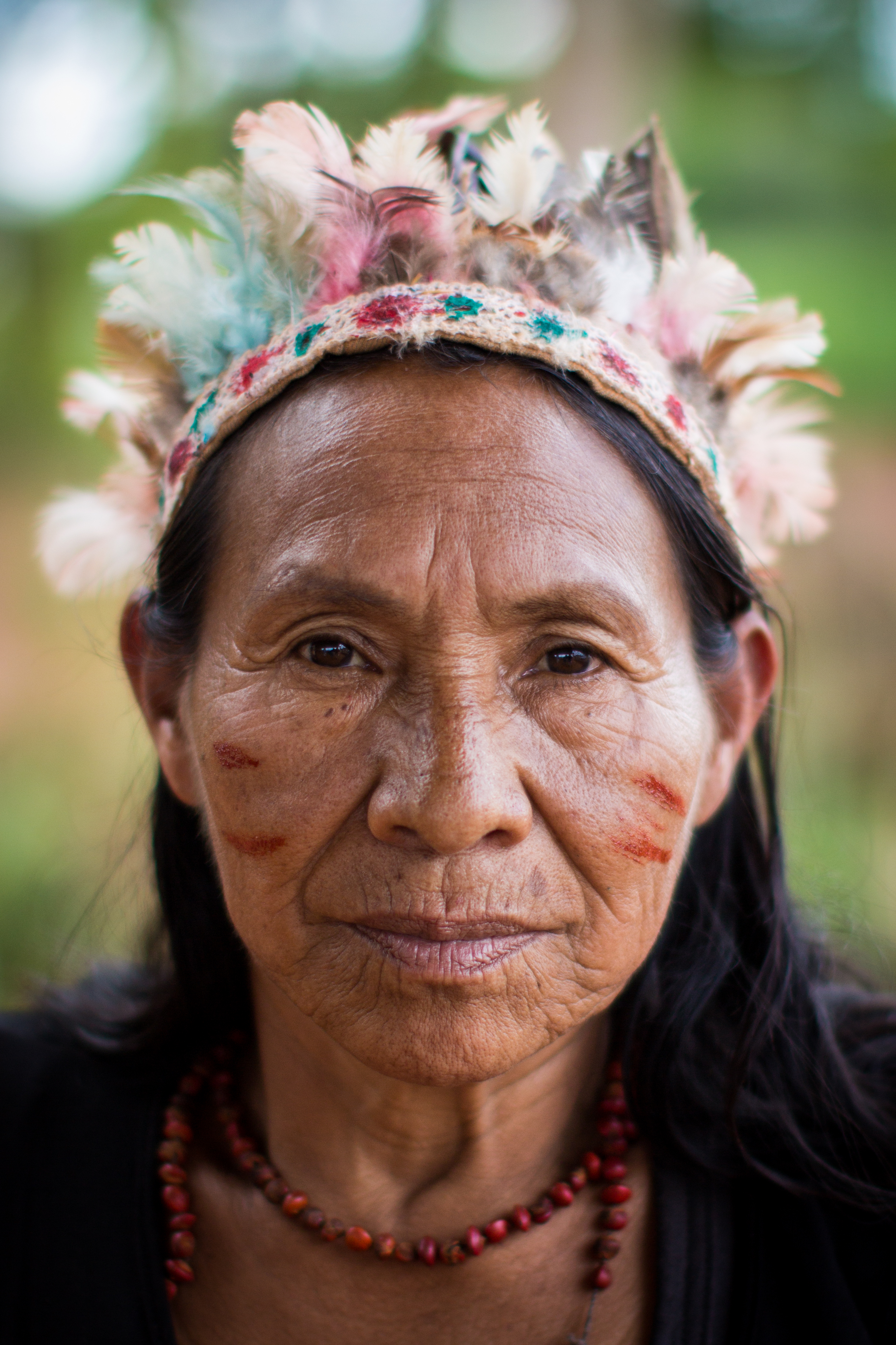
Portrait d'une femme Guarani-Kaiowa

Les Guarani-Kaiowá n'ont eu aucun contact avec les colons européens avant la fin des années 1800. 
Dès les années 1980, les communautés guarani-kaiowás font l'objet de manœuvres d'intimidation et d'expulsions violentes, et sont contraintes à vivre au bord des autoroutes, menacées par les agents de sécurité engagés. En 2003, le chef Marcos Verón a été tué, ayant dirigé un groupe qui avait récupéré le terrain maintenant occupé par un ranch. En 2012, le conflit d'intérêts entre les autorités brésiliennes et les tribus indigènes a augmenté lorsque le Brésil a été choisi pour abriter la Coupe du monde de football de 2014.

## Expulsions
Depuis le début des années 1980, les Guarani-Kaiowá ont été progressivement contraints de quitter leur habitat traditionnel à la suite de la déforestation visant à cultiver des plantations de soja, de maïs et de canne à sucre. 
Ce processus d'expulsion a aggravé les conditions de vie des Guarani-Kaiowá. En outre, le travail non sécurisé et sous-payés dans les plantations a provoqué des décès, même de jeunes enfants, pendant des décennies. Les attaques que cette communauté a reçues, prennent leur racine sur la rentabilité élevée des terres qu'ils habitent pour la culture des agro-entreprises et de l'industrie des biocarburants. Par exemple, la tribu Guarani a dénoncé pendant des années la menace permanente de l'expulsion de leurs terres et l'empoisonnement régulier par les agriculteurs de leurs ressources en eau. 
En octobre 2012, un groupe de 170 Kaiowas (50 hommes, 50 femmes et 70 enfants) qui campaient depuis presque un an à la ferme Cambará, près de la rivière Joguico dans Iguatemi, Mato Grosso do Sul, à la frontière avec le Paraguay, après qu'un ordre d'expulsion ait été émis par un juge fédéral, a déclaré qu'ils étaient prêts à accepter leur extinction. Selon une lettre envoyée au Conselho Indigenista Missionário (Cimi, Conseil missionnaire indien) et de la gestion nationale des Fundação Nacional do Indio (FUNAI): 

« Nous allons déjà être tué, donc nous voulons être tué et enterré avec nos ancêtres ici où nous sommes aujourd'hui. Par conséquent, nous demandons au ministère fédéral de la Justice et de ne pas arrêter notre expulsion, mais nous leur demandons de décréter notre mort en masse et de notre enterrement à tous ici. 
Nous leur demandons une fois pour toutes de décréter notre décimation totale et extinction, par l'envoi de nombreux tracteurs à creuser un grand trou pour y faire tomber et enterrer nos corps. Ceci est notre demande aux juges fédéraux. Nous attendons dès maintenant cette décision de la justice fédérale. Décrétez la mort en masse des Guarani Kaiowá et des Pyelito Kus / Mbarakay et enterrez-nous ici. Étant donné que nous avons pleinement décidé et que nous n'allons pas quitter cet endroit mort ou vivant. »

L'ordre fédéral détaille que dans le cas où la communauté autochtone n'abandonne pas la terre, la Fundação Nacional do Indio (FUNAI) devra payer 250 dollars par jour de territoire toujours occupé. Des parties de la presse brésilienne a compris la lettre comme une annonce de suicide collectif. Avaaz.org a publié une pétition contre leur génocide. La décision a finalement été suspendue par une ordonnance du tribunal le 30 octobre, 2012. 
En 2012, le musée indien à Rio de Janeiro, autour duquel existe une colonie Guarani-Kaiowá, a également reçu un ordre d'expulsion. Cette colonie est à côté du stade de football Maracana, qui à la demande de la FIFA, devait être élargi pour les cérémonies d'inauguration et de clôture de la Coupe du monde de football. 
En octobre 2012, le gouverneur de Rio de Janeiro Sergio Cabral a déclaré dans une conférence de presse qu'il était nécessaire de raser l'ancien musée. Le bâtiment a été abandonné en 1977 puis occupé par des communautés autochtones à partir de ce moment. "Il n'a pas de valeur historique et il va être démoli parce que le Comité d'organisation de la FIFA et de la Coupe du Monde le demande" a-t-il expliqué. 
Cependant, la FIFA a précisé par une note de presse postérieure qu'il n'a jamais demandé la démolition de l'Indian Museum.
Parmi les communautés Guarani-Kaiowá et d'autres ethnies, la réaction à cette décision fut claire. Le 12 janvier 2012 une unité de police est arrivée sur la terre indigène sans mandat judiciaire pour expulser la communauté. Les habitants les attendaient à l'entrée de la colonie pour la défendre. Le siège de la colonie a duré plus de 12 heures et s'est terminé lorsque l'unité de police a quitté le territoire sans prendre aucune mesure, n'ayant jamais eu d'ordonnance judiciaire pour l'embargo et la démolition. La retraite a été applaudie par la communauté indigène. Malgré cette victoire temporaire, la tribu Guarani-Kaiowá est toujours menacée par plusieurs mobilisations qui tenteraient de les expulser du seul lieu où eux et leur culture ancestrale sont protégés. 